# Momčilo Krajišnik
Momčilo Krajišnik (Sarajevo, 20 de enero de 1945-Bania Luka, 15 de septiembre de 2020) fue un líder político de los serbios de Bosnia, que junto con Radovan Karadžić cofundó el Partido Democrático Serbio (SDS), formación nacionalista de los serbios de Bosnia. Entre 1990 y 1992, fue presidente de la Asamblea Popular de la República Srpska. Entre junio y diciembre de 1992, también se desempeñó como miembro de la Presidencia ampliada de la República de los serbios de Bosnia.
Después de la Guerra de Bosnia, fue elegido miembro serbio de la Presidencia tripartita de Bosnia y Herzegovina en septiembre de 1996 y ocupó ese cargo desde octubre de 1996 hasta octubre de 1998. Perdió su intento de reelección frente a Živko Radišić en 1998. En 2006, Krajišnik fue declarado culpable de crímenes de lesa humanidad durante la Guerra de Bosnia (1992-95) por el Tribunal Penal Internacional para la ex Yugoslavia (TPIY) y condenado a 20 años de prisión. El 30 de agosto de 2013, al cumplir las dos terceras partes de su condena, le fue concedida la libertad condicional, y regresó a su residencia de Pale.

## Biografía
Krajišnik nació en una familia de etnia serbia en la aldea de Zabrđe, en los suburbios de Sarajevo, durante la Segunda Guerra Mundial, cuando Bosnia permanecía como una región bajo dominio croata. Se graduó de la Facultad de Economía y Administración de Empresas de la Universidad de Sarajevo, y comenzó su carrera política en la Liga de Comunistas de Yugoslavia como miembro de la representación serbia de la República Socialista de Bosnia-Herzegovina. Como tal, adquirió protagonismo cuando comenzaron los conflictos étnicos que dieron paso a la disolución de Yugoslavia, siendo cofundador, junto con Radovan Karadžić, del Partido Democrático Serbio, formación nacionalista que, durante la Guerra de Bosnia, representó los intereses de los serbobosnios.
El 25 de octubre de 1991 fue elegido presidente de la Asamblea del pueblo serbio de Bosnia y Herzegovina. Krajišnik fue, por lo tanto, el primer presidente de la Asamblea Nacional de la República Srpska en el período del 25 de octubre de 1991 hasta mayo de 1996. Durante la guerra trabajó intensamente como uno de los representantes serbios en las negociaciones políticas y de paz y participó en los Acuerdos de Dayton, período en que los mediadores internacionales le apodaron "Sr. No" debido a su intransigencia.
En la elección de 1996, Krajišnik fue elegido miembro serbio de la presidencia tripartita de Bosnia y Herzegovina por un período de dos años, y después de 1998 trabajó como senador y funcionario del partido. 
Fue acusado por el Tribunal Penal Internacional para la antigua Yugoslavia de varios cargos de crímenes de lesa humanidad: exterminio, asesinato, persecución, deportación y traslado forzoso, asesinato como crimen de guerra y genocidio, en relación con actos cometidos en Bosnia y Herzegovina en 1992 por los serbios de Bosnia. En la madrugada del 30 de abril de 2000, fuerzas especiales de la Armada francesa al mando de SFOR lo arrestaron en su casa de Pale y lo trasladaron a La Haya. El 27 de septiembre de 2006, fue declarado culpable de exterminio, asesinato, persecución, deportación y traslado forzoso, y absuelto de los cargos de asesinato como crimen de guerra, genocidio y complicidad en genocidio. Fue sentenciado a 27 años de prisión.
En 2009 fue transferido a la prisión de alta seguridad de Belmarsh, al sur de Londres, donde permaneció hasta cumplir los dos tercios de su condena, siendo puesto en libertad condicional el 30 de agosto de 2013. Al día siguiente llegó a Bania Luka, de donde fue trasladado en helicóptero hasta su casa de Pale, donde fue aclamado por los serbios.
En agosto de 2020 fue ingresado en el Centro Clínico Universitario de la República Srpska a causa de una neumonía bilateral causada por SARS-CoV-2, falleciendo el 15 de septiembre siguiente a causa de la enfermedad COVID-19.